# Tefilat HaDerech

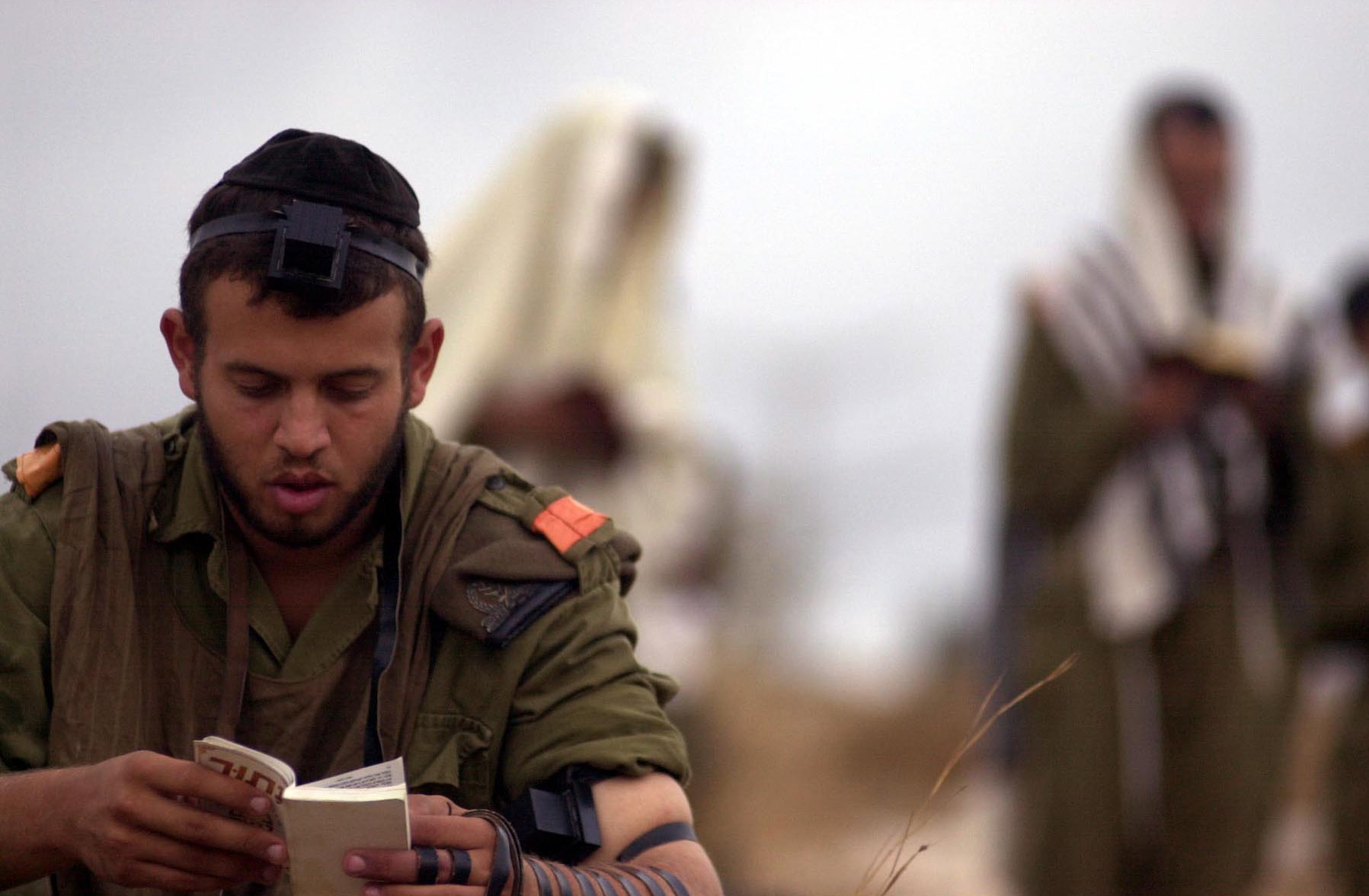
Soldato IDF in preghiera prima di partire

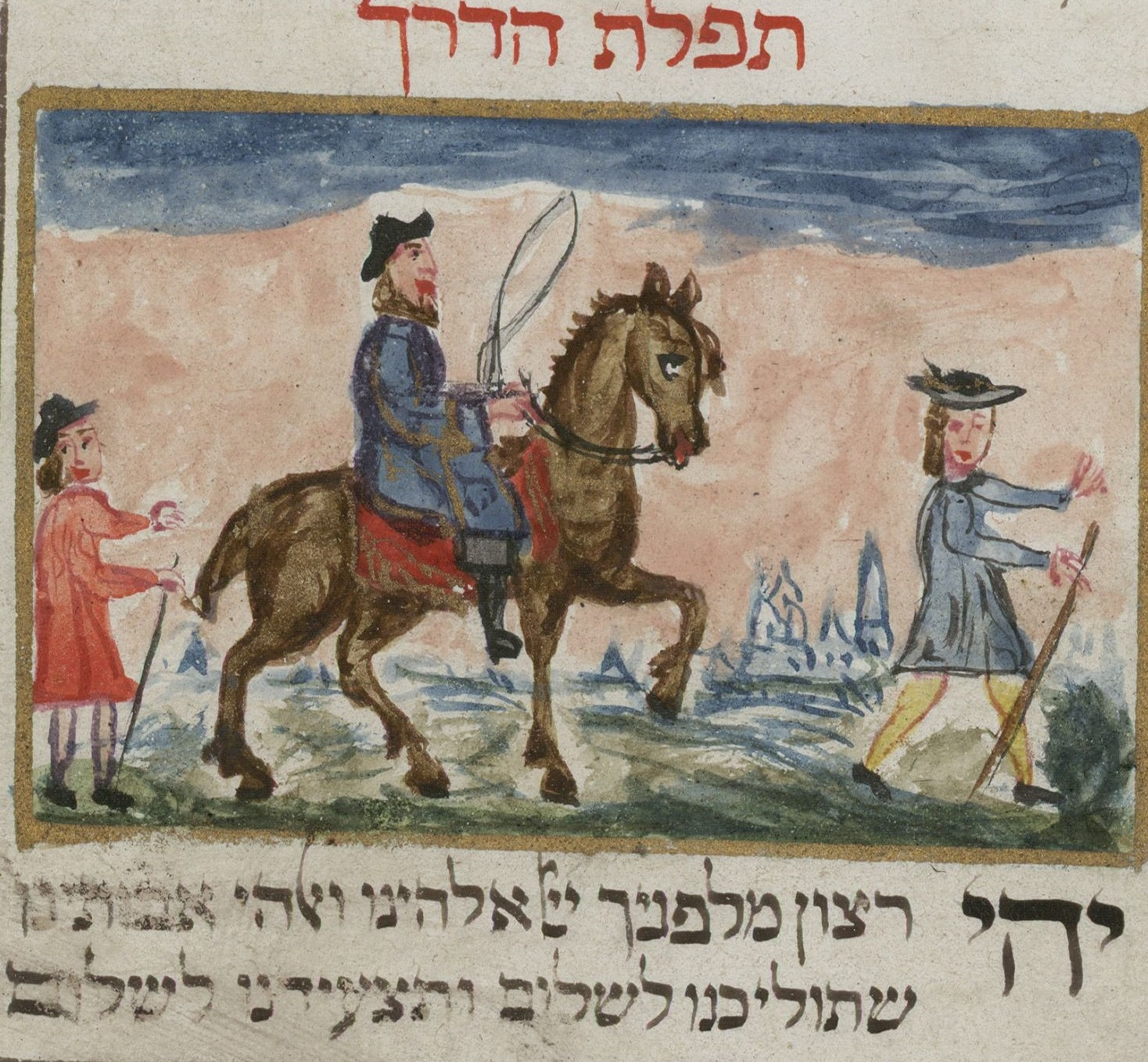
Tefilat HaDerech

Tefilat HaDerech (in ebraico תפילת הדרך‎?) , la Preghiera del Viaggiatore o Preghiera del Viandante in italiano, è una preghiera che si recita prima di viaggiare, per un tragitto buono e sicuro, recitata dagli ebrei quando viaggiano per via aerea, marittima e anche durante i viaggi lunghi in automobile o treno. È recitata al momento della partenza e detta preferibilmente stando in piedi ma non obbligatoriamente. Spesso la preghiera viene incisa su una hamsa che può anche contenere la Shemà o Birkat HaBayit in sua vece.
Ne esistono differenti versioni.

## Testo ebraico

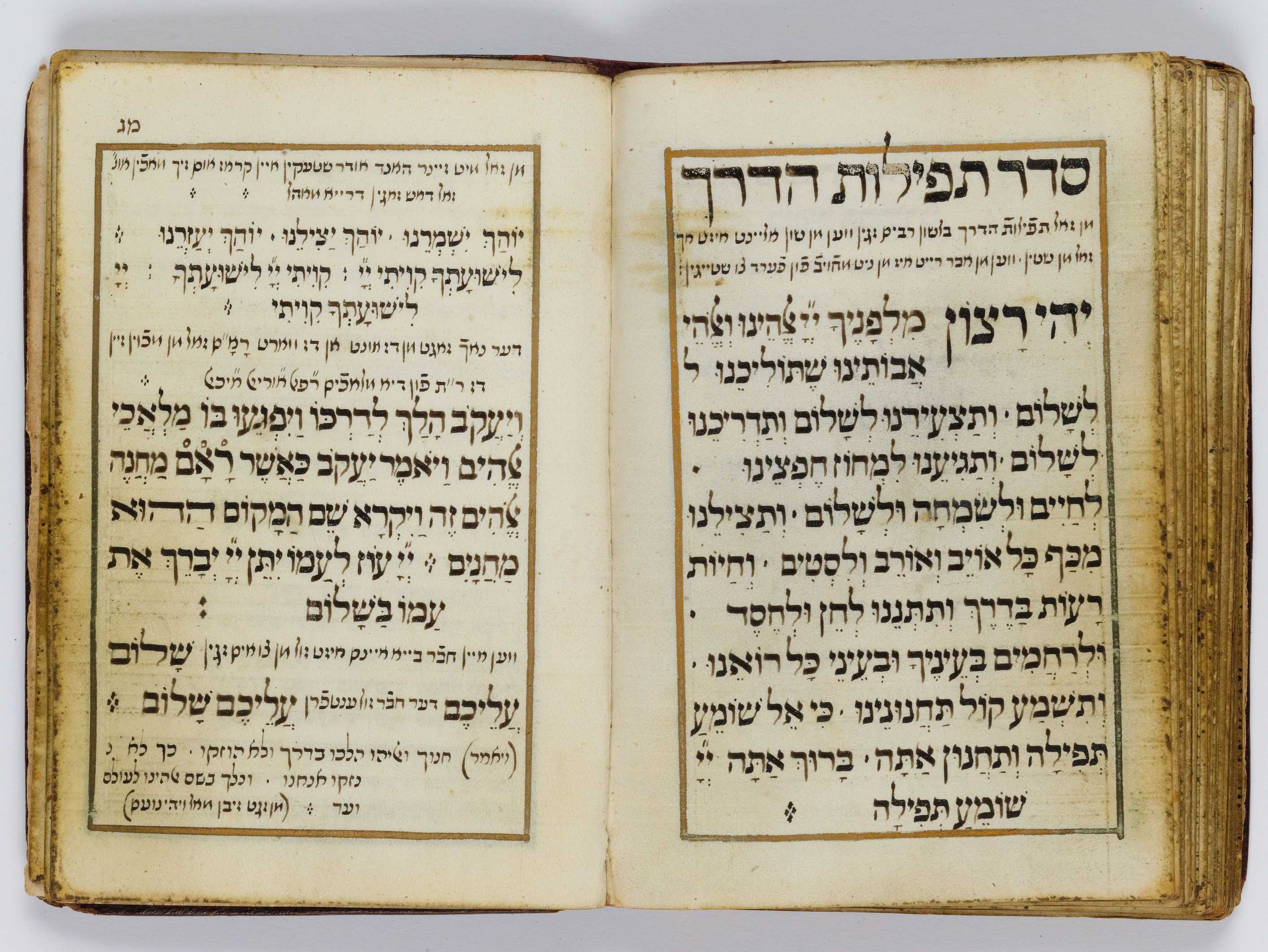
La Tefilat HaDerech su un libro di preghiere ebraico (Siddur del 1743)

## Traslitterazione
Y'hi ratzon milfanekha A-donai E-loheinu ve-lohei avoteinu she-tolikhenu l'shalom v'tatz'idenu l'shalom v'tadrikhenu l'shalom, v'tagi'enu limhoz heftzenu l'hayim ul-simha ul-shalom. V'tatzilenu mi-kaf kol oyev v'orev v'listim v'hayot ra'ot ba-derekh, u-mi-kol minei pur'aniyot ha-mitrag'shot la-vo la-olam. V'tishlah b'rakha b'khol ma'a'se yadeinu v'tit'nenu l'hen ul-hesed ul-rahamim b'einekha uv-einei khol ro'einu. V'tishma kol tahanuneinu ki E-l sho'me'a t'fila v'tahanun ata. Barukh ata A-donai sho'me'a t'fila.

## Traduzione italiana
Possa il tuo Signore nostro Dio e il Dio dei nostri antenati condurci alla pace, per guidare i nostri passi verso la pace e per farci raggiungere la meta desiderata della vita, della felicità e della pace. Ci ha salvati dal nemico, dalle imboscate lungo la strada e da tutte le punizioni della terra. Benedici il nostro lavoro e donaci gentilezza, grazia e misericordia nei tuoi occhi e negli occhi di tutti quelli che ci incontrano. Ascolta la nostra umile supplica che sei Dio e ascolta le nostre preghiere. Benedetto sei tu, o Signore, che ascolti le preghiere.

## Legge ebraica
Dal Kitzur Shulchan Aruch:
Kitzur Shulchan Aruch 68:1
Tefilat HaDerech - la preghiera del viaggiatore - non può essere recitata prima di lasciare i confini della città, definiti come 70 e ⅔ Amot (~350 metri / ~0.2 miglia) dopo l'ultima abitazione ma secondo un'altra opinione deve essere recitata preferibilmente sull'uscio di casa.
Preferibilmente dovrebbe essere recitata un "Miel" (~1 km / ~0.6 miglia) dopo i confini della città.
Quando il viaggiatore pernotta durante un viaggio di diversi giorni la Tefilat HaDerech viene detta ogni volta prima di partire il giorno dopo.